# Sebastián Grazzini
Sebastián Hugo Grazzini (Rosario, Província de Santa Fe, 25 de gener de 1981) és un futbolista argentí que juga com a mitja punta.

## Trajectòria
El seu primer equip va ser el Club Atlético Central Córdoba de Rosario, on va debutar l'any 2001. Gràcies al seu bon rendiment, va emigrar el 2003 al Sevilla Fútbol Club d'Espanya. Posteriorment, va estar breument a l'Excelsior Virton de Bèlgica abans de tornar a Central Córdoba des d'on tornaria a sortir del país.
L'any 2008 va arribar a Newell's Old Boys de Rosario on va ser entrenat primer per Ricardo Caruso Lombardi i després al segon semestre de l'any per Fernando Gamboa. El 2009 va fitxar per Racing Club de la mà del seu ex entrenador Caruso Lombardi, que el coneixia de la seva etapa a Newell's. El seu millor gol va ser jugant amb Racing Club contra Boca Juniors, el dia 14 de juny de 2009.
L'any 2010 va ser contractat per All Boys, on va oferir un bon rendiment que van fer que emigrés altre cop del país. Llavors va fitxar per Chicago Fire Soccer Club de la Major League Soccer por un any.
Després del seu pas pels Estats Units, va vestir la samarreta d'Atlético Rafaela on no va tenir gaire continuïtat tot i que va oferir un bon rendiment.
Quan la seva carrera estava acabant, va tornar a emigrar, aquest cop a l'Asteras Tripolis de Grècia. Va tornar al seu país el 2014 per a jugar a Patronato de Paraná de la Primera B Nacional, segona divisió del futbol argentí.
Al començament de 2015 fitxa per Deportes Rangers de la Primera B de Xile, pero no es va poder assentar a l'equip. Així, decideix tornar a l'Argentina a mitjans d'any per a jugar a Nueva Chicago de la primera divisió. Va jugar-hi 10 partits sense marcar cap gol i a més a més l'entitat va acabar descendint a la Primera B Nacional.
El gener de 2016 signa per Club Atlético Douglas Haig de la Primera B Nacional, segona divisió del futbol argentí. Va participar en 15 partits i va marcar un gol.

## Clubs
| Club                | País         | Any         | PJ | Gols |
| ------------------- | ------------ | ----------- | -- | ---- |
| Central Córdoba     | Argentina    | 2001-2003   | 0  | 0    |
| Sevilla             | Espanya      | 2003        | 0  | 0    |
| Excelsior Virton    | Bèlgica      | 2003 - 2004 | 9  | 0    |
| Central Córdoba     | Argentina    | 2004 - 2005 | 1  | 0    |
| Unión de Sunchales  | Argentina    | 2005 - 2006 | 25 | 2    |
| Petare FC           | Veneçuela    | 2006 - 2007 | 13 | 2    |
| Sestrese Calcio     | Itàlia       | 2007 - 2008 | 58 | 23   |
| Newell's Old Boys   | Argentina    | 2008 - 2009 | 9  | 1    |
| Racing Club         | Argentina    | 2009 - 2010 | 34 | 5    |
| All Boys            | Argentina    | 2010 - 2011 | 21 | 5    |
| Chicago Fire        | Estats Units | 2011 - 2012 | 25 | 7    |
| Atlético de Rafaela | Argentina    | 2012 - 2013 | 23 | 3    |
| Asteras Tripolis    | Grècia       | 2013 - 2014 | 10 | 0    |
| Patronato           | Argentina    | 2014        | 11 | 1    |
| Deportes Rangers    | Xile         | 2015        | 11 | 0    |
| Nueva Chicago       | Argentina    | 2015        | 10 | 0    |
| Douglas Haig        | Argentina    | 2016 - Avui | 37 | 6    |